# Interlingüística
La interlingüística es una disciplina de la lingüística comparativa que se ocupa del estudio de la comunicación entre personas que no hablan el mismo idioma. Esto puede lograrse mediante el uso de un idioma auxiliar, como el esperanto, o a través de la comparación entre idiomas, buscando elementos comunes como los universales lingüísticos o la posible similitud genética o los préstamos. Los estudios en interlingüística se centran principalmente en describir o crear idiomas internacionales.
La interlingüística también ha establecido una clasificación para diferenciar los idiomas auxiliares de los pidgins y otros fenómenos similares. Así, distingue entre idiomas internacionales que surgen de forma espontánea (como el russenorsk) y aquellos que han sido creados de manera planificada (como el ido). Además, separa estos idiomas según el medio preferido de difusión: oral, oral y escrito (como el esperanto), escrito (como el chino estándar), por signos o incluso musical (como el solresol).
La interlingüística se basa en el respeto y la tolerancia hacia otras lenguas y culturas, y se enfoca en proporcionar herramientas para la comunicación efectiva entre personas de diferentes idiomas.